# Pötréte
Pötréte là một thị trấn thuộc hạt Zala, Hungary. Thị trấn này có diện tích 14,12 km², dân số năm 2010 là 264 người, mật độ 19 người/km².